# Friedrich Fischbach
Friedrich Fischbach (* 10. Februar 1839 in Aachen; † 12. September 1908 in Wiesbaden) war ein deutscher Dessinateur, Ornamentist und Lithograf, Lehrer an Kunstgewerbeschulen, Kunsthistoriker sowie Autor von Artikeln und Büchern zur Textilkunst und Textilgeschichte. Außerdem veröffentlichte er Beiträge zur germanischen Mythologie, war Lyriker und Librettist von Märchenopern.

## Leben
Fischbach war einer von fünf Söhnen des Friedensrichters, Heimat- und Sagenforschers und Abgeordneten Peter Joseph Fischbach und dessen Ehefrau, der Malerin Catharina Fischbach, geborene Severin. Sein Onkel war der Düsseldorfer Lithograf und Fotograf Wilhelm Severin. Im bildungsbürgerlichen Elternhaus verkehrten Maler der Düsseldorfer Schule.
Von 1840 bis 1844 wuchs er in Wallerfangen bei Saarlouis auf, von 1844 bis 1854 in Bensberg, Kreis Mülheim am Rhein. Bis 1859 besuchte er dann in Köln das Gymnasium bis zur Prima, anschließend bis 1862 die Musterzeichenschule beim Königlichen Gewerbeinstitut Berlin, wo Martin Gropius und vor allem Ludwig Lohde ihn prägten. Bereits in dieser Zeit begann er mit der Sammlung von Textilornamenten, insbesondere aus dem Bereich des Hausgewerbes, der Innenarchitektur und der Paramentik, und der Erforschung dieses Gebiets in musealen und privaten Sammlungen. Nach der Ausbildung ging er nach Wien. Dort begann er zunächst eine zeichnerische Tätigkeit im Tapeten- und Dekorationsgeschäft von Schmidt und Sugg. Von 1863 bis 1865 übernahm er sodann die künstlerische Leitung des Dekorationsgeschäfts von R. und B. Sieburger. In dieser Zeit schuf er Entwürfe, unter anderem für das Wiener Unternehmen Philipp Haas & Söhne. Nebenbei besuchte er ab 1863 Vorlesungen von Rudolf Eitelberger an der Universität Wien, schrieb ab 1864 Feuilletons in der Wiener Zeitung über Tapetendekoration und betätigte sich in einer Kommission in Bezug auf Sammlungen des 1864 gegründeten Österreichischen Museums für Kunst und Industrie. Als Korrespondent und Zeichner des Museums übernahm er die Aufgabe, eine angekaufte Stoffsammlung zu kopieren. Von 1865 bis 1870 betrieb er neben dieser musealen Tätigkeit eine Werkstätte, die unter Anlehnung an historischen Muster und Zeugnisse lebendiger Hausindustrien Vorlagen für Tapeten und Heimtextilien von Industrie und Kunstgewerbe entwickelte. Mit dem Ziel der Schaffung von Anregungen für die zeitgenössische Textilindustrie sowie zum Zweck der kunstgewerblichen Bildung begann er 1866 eine umfangreiche publizistische Tätigkeit. Zahlreiche von ihm herausgegebene Tafelwerke von Mustern zeichnete und lithografierte er selbst. Ab 1867 war er Wiener Berichterstatter der Didaskalia, außerdem schrieb er für die Deutsche Zeitung in Wien und die Rheinische Zeitung in Köln. 1873 war er in der deutschen Abteilung der Kunstgewerbe der Wiener Weltausstellung prominent vertreten.
Eine Krankheit seiner Ehefrau, die er 1868 geheiratet hatte, veranlasste ihn 1870, Wien zu verlassen und kurzzeitig eine Stelle in Einbeck anzutreten. Im Herbst 1870 übernahm er die Stelle eines Lehrers für Ornamentik an der Königlich Preußischen Zeichenakademie in Hanau. Einen privaten „Cursus im kunstgewerblichen Zeichnen, namentlich auch für weibliche Handarbeiten“ für „junge Damen“ bot Fischbach 1877 in seinem Hanauer Atelier an. Von 1. Mai 1883 bis zu seinem Rücktritt am 30. April 1888 fungierte er als Direktor der 1865 gegründeten, 1883 neuorganisierten Kunstgewerbeschule (Zeichnungsschule für Industrie und Gewerbe) in St. Gallen. Das Textilmuseum St. Gallen erwarb 1888 einen Teil seiner umfangreiche Sammlung. 1909 gelangte ein weiterer Teil seiner Sammlung aus Stickereien und Stoffen in den Besitz des Metropolitan Museum of Art, New York. Ab 1889 lebte er in Wiesbaden, wo er im Alter von 69 Jahren starb.
Fischbach war Vorstands- und Ehrenmitglied des Vereins für Nassauische Altertumskunde und Geschichtsforschung. Außerdem war er Ehrenmitglied der Guido-von-List-Gesellschaft. Als solcher ist er den esoterischen Ariosophen und der völkischen Bewegung zuzurechnen.

## Schriften
- Stylistische Flachornamente. 1866.
- Album für Stickerei. 1869, 1872, 1880, 1904.
- Südslavische Ornamente. 2. Auflage, 1872.
- Album für Wohnungsdekoration. 1872–1875.
- Der Einfluß von Licht und Farbe auf die Formbildung der Ornamente. In: Gewerbehalle. 1873.
- Spitzengewebe. 1873.
- Ornamente der Gewebe. 1874–1881, 1900.
- Ludwig Lohde (Nekrolog). In: Zeitschrift für Bildende Kunst. Band 11, 1876, Sp. 512–514 (Textarchiv – Internet Archive).
- Jugendlieder (Lieder eines Ketzers). 1878 (Google Books).
- Neue Muster für Stickerei und Häkelarbeiten. 1880–1883.
- Geschichte der Gewerbe in allen Epochen und bei allen Völkern. 1881.
- Die Geschichte der Textilkunst. 1883 (Google Books).
- Die künstlerische Ausstattung der bürgerlichen Wohnung. Basel 1883.
- Die Einführung neuer und Verbesserung bestehender Industrien in der Schweiz. 1884.
- Rafael und Cornelius. Vortrag zur Feier des Centennariums. 1885 (Google Books).
- Stickereimuster. 1888.
- Album für Holbein-Technik. 1889.
- Haekel-Vorlagen. 1889.
- Neue Haekel-Vorlagen.
- Alte und neue Textilkunst. 1890 (Google Books).
- Die Umgestaltung unserer Wohnräume durch die elektrische Beleuchtung. In: Zeitschrift für Innen-Dekoration. November 1891.
- Lieder und Sprüche. Selbstverlag, Wiesbaden 1892.
- Helgi und Sigrun. 1892.
- Weissstickereivorlagen. 1892.
- Ludwig Lindenschmit, der Förderer des Deutschtums über die Urheimat der Indogermanen. Nachruf. Wiesbaden 1893.
- Die Kunst im Hause. Die Muster der weiblichen Handarbeiten. In: Die Kunst für Alle, Jahrgang 1893/1894, Teil 1: S. 78 f.; Teil 2: S. 143 (Google Books).
- Goldkörner der Weisheit. 1895.
- Die Rolandsknappen. Heitere Märchenoper. 1897.
- Rosen aus Schiras. Hafis. 1897.
- Ursprung der Buchstaben Gutenbergs. Beitrag zur Runenkunde. Mainz 1900.
- Orientalische Bunt-Stickerei-Vorlagen. Um 1900.
- Die wichtigsten Webemuster bis zum 19ten Jahrhundert (Die wichtigsten Webe-Ornamente bis zum 19ten Jahrhundert). 1900, 1902, 1911.
- Mythologische Wanderungen durch Asgart und Mittgart. Das goldene Buch der Germanen. 2 Bände, 1902.
- Die schönsten Lieder der Edda, mit Erläuterungen als Volks- und Schulbuch. 1903.
- Siegfrieda. Christentum und Heidentum. 1903.
- Büreaukratische Unbilden. Ein Beitrag zur Chronik von Hanau. 1904.
- Die Weltesche Yggdrasil. Beiträge zur Mythologie. 1906.
- Spitzenornamente. Brüsseler Spitzen. Wiesbaden 1906.
- Siegfrieda. Altgermanische Walpurgisfeier und Einführung der Inquisition. 1907.
- König Adolf von Nassau. Trauerspiel in fünf Akten. 1908.
- Weinsprüche.